# 布賴斯·門德斯
布赖斯·门德斯·波特拉（西班牙語：Brais Méndez Portela；1997年1月7日—），西班牙足球運動員，現效力於西甲球會皇家蘇斯達，代表西班牙國家足球隊參加國際賽事，司職進攻中場。

## 俱樂部生涯
門德斯於2012年加入塞爾塔青訓營，從2014-15賽季開始為塞爾塔B隊上陣。2017-18賽季，門德斯被球隊正式升上一線隊，直到聯賽末期階段才成為球隊的主力位置。

## 國家隊生涯
2018年9月才完成西班牙U21國家隊首秀的門德斯，在西班牙對波赫的友誼賽中完成個人成年國家隊首秀，並且收穫了自己首粒國家隊進球。

## 外部連結
- 布賴斯·門德斯在BDFutbol中的档案
- 布賴斯·門德斯在 National-Football-Teams.com 上的出场纪录